# Sunrise (Flórida)
Sunrise é uma cidade localizada no estado americano da Flórida, no condado de Broward. Foi incorporada em 1961.
É sede do Sawgrass Mills, um dos maiores shoppings dos Estados Unidos, e do time de hóquei no gelo Florida Panthers.

## Geografia
De acordo com o United States Census Bureau, a cidade tem uma área de 47,4 km², onde 46,9 km² estão cobertos por terra e 0,6 km² por água.

### Localidades na vizinhança
O diagrama seguinte representa as localidades num raio de 12 km ao redor de Sunrise.

## Demografia
Segundo o censo nacional de 2010, a sua população é de 84 439 habitantes e sua densidade populacional é de 1 801,2 hab/km². Possui 37 609 residências, que resulta em uma densidade de 802,3 |residências/km².

## Geminações
- Yavne, Distrito Central, Israel [5]